# Естадио Сан Мамес
Естадио Сан Мамес (на испански: Estadio San Mamés), също познат като „Катедралата“, е футболен стадион в град Билбао, Испания, намиращ се в Баската автономна област. Домакинските си мачове на стадиона играе отборът на местния „Атлетик“, познат още като „Лъвовете от Сан Мамес“.
Новият клубен стадион „Сан Мамес Бария“ е в строеж и ще бъде открит през 2013 г. Цената на съоръжението е 160 милиона евро.

## История
Открит през 1913 г., това е най-старият футболен стадион в Испания. „Сан Мамес“ побира 40 000 души и е известен с уникалната си атмосфера, която нейните верни фенове създават по време на мачове.
Стадионът е почти изцяло реконструиран, за да приеме мачовете от Мондиал 1982.

## Проект
През март 2006 г. е одобрен проект за нов стадион, който да замени сегашния. Капацитетът ще бъде увеличен на 53 000 места. Новият стадион ще бъде построен на мястото на мястото на бившия Международен панаир в Билбао, който е в непосредствена близост до съвременния стадион.
Строителните работи започват през април 2010 г. Когато бъде завършен на 3/4, клубът ще се премести в новия си дом, а старият стадион ще бъде разрушен.

## Галерия
- Централна трибуна.
- Източна трибуна.
- Северна трибуна.
- Извън стадиона.